# Skyddsrummet Igeldammsgaraget

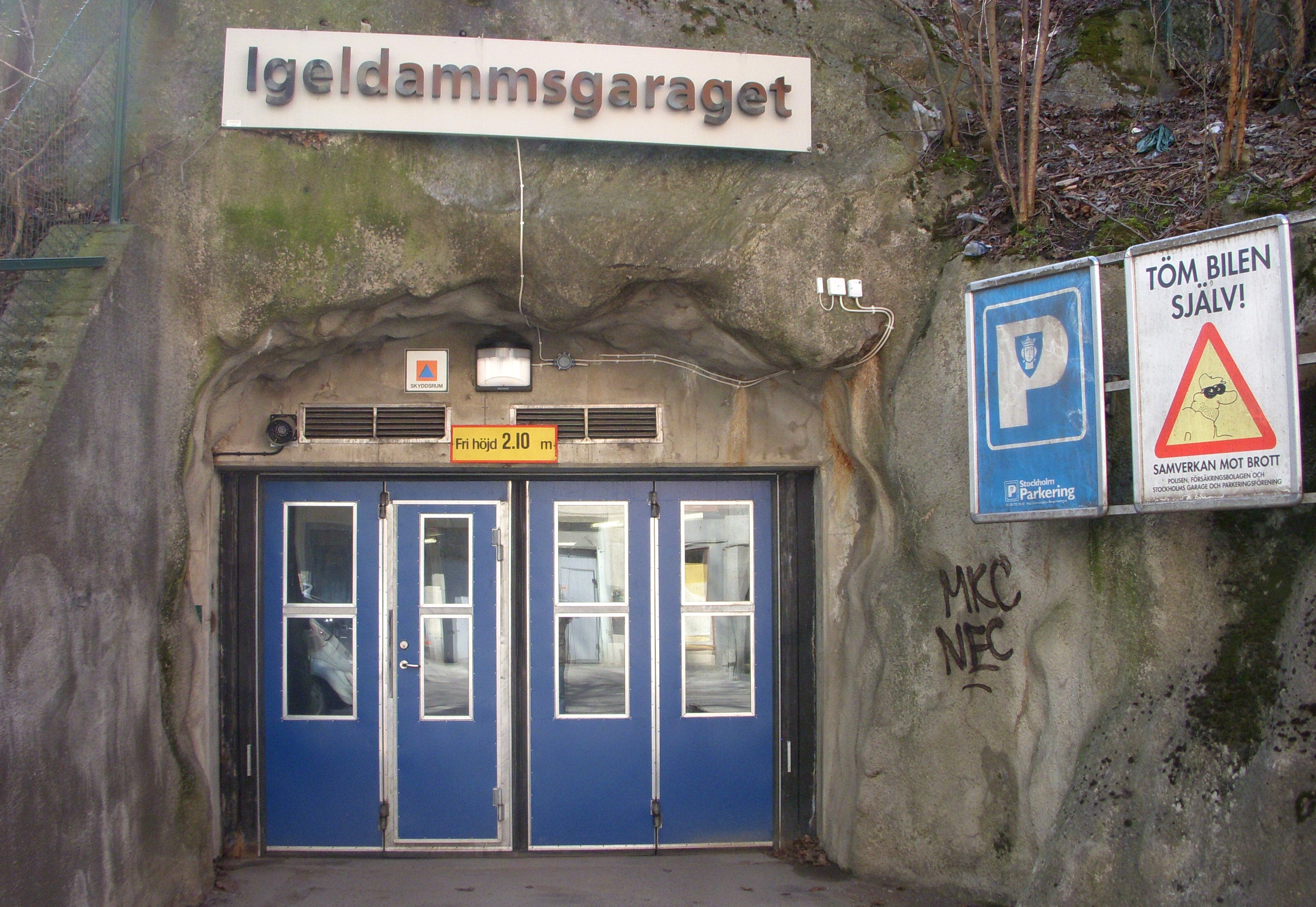
Infart till garaget i april 2011.

Skyddsrummet Igeldammsgaraget är ett allmänt, civilt skyddsrum vid Igeldammsgatan i Stadshagen på Kungsholmen i  Stockholms innerstad. Skyddsrummet anlades under andra världskriget och nyttjas i fredstid som parkeringshus med förhyrda platser.

## Bakgrund
År 1938, ett år innan utbrottet av andra världskriget, tog Stockholms stadsfullmäktige upp frågan om inrättande av ett antal större skyddsrum i Stockholm. 1939 påbörjades dels ett 15-tal skyddsrum, insprängda i berg, för vartdera 300 personer, dels Nordiska kompaniets skyddsrum för personal och kunder med kapacitet för 2 000 personer. Samma år satte man även igång med ett större skyddsrum under Hötorget, avsett för 4 000 personer. Totalt hade stadsfullmäktige anslagit 3,5 miljoner kronor till offentliga skyddsrum.

## Bergrummet Igeldammsgatan
Bergrummet under grönområdet norr om Stadshagsplan och söder om Igeldammsgatan utsprängdes under andra världskriget. Det fick en yta av 975 m²  i ett plan och kan ge skydd åt cirka 1 200 personer. Skyddsrummet är byggt i vinkel och är helt omgivet av berg men till skillnad från exempelvis Skyddsrummet Johannes utfördes det inte som en fristående bunker inne i bergrummet, utan takvalvet och väggarna utgörs av själva berget. Skyddsrummet Igeldammsgaraget är i motsats till många andra äldre anläggningar fullt funktionsdugligt. Skyddsrumsdörrar och gasdörrar finns på plats. Idag (2012) sköts garaget av ”Stockholm Parkering” som tillhandahåller 56 förhyrda p-platser.

## Bilder

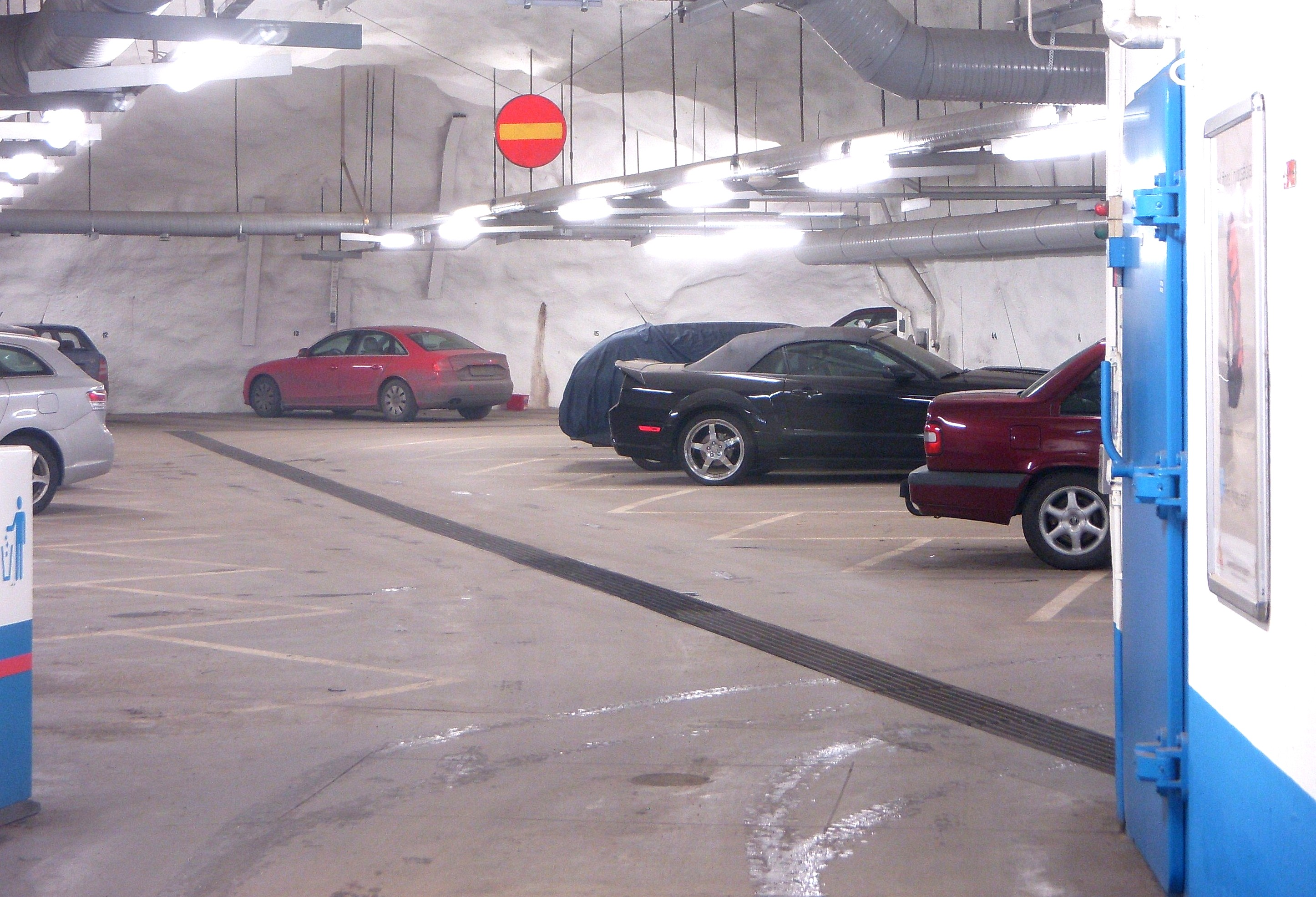
Bergrummet
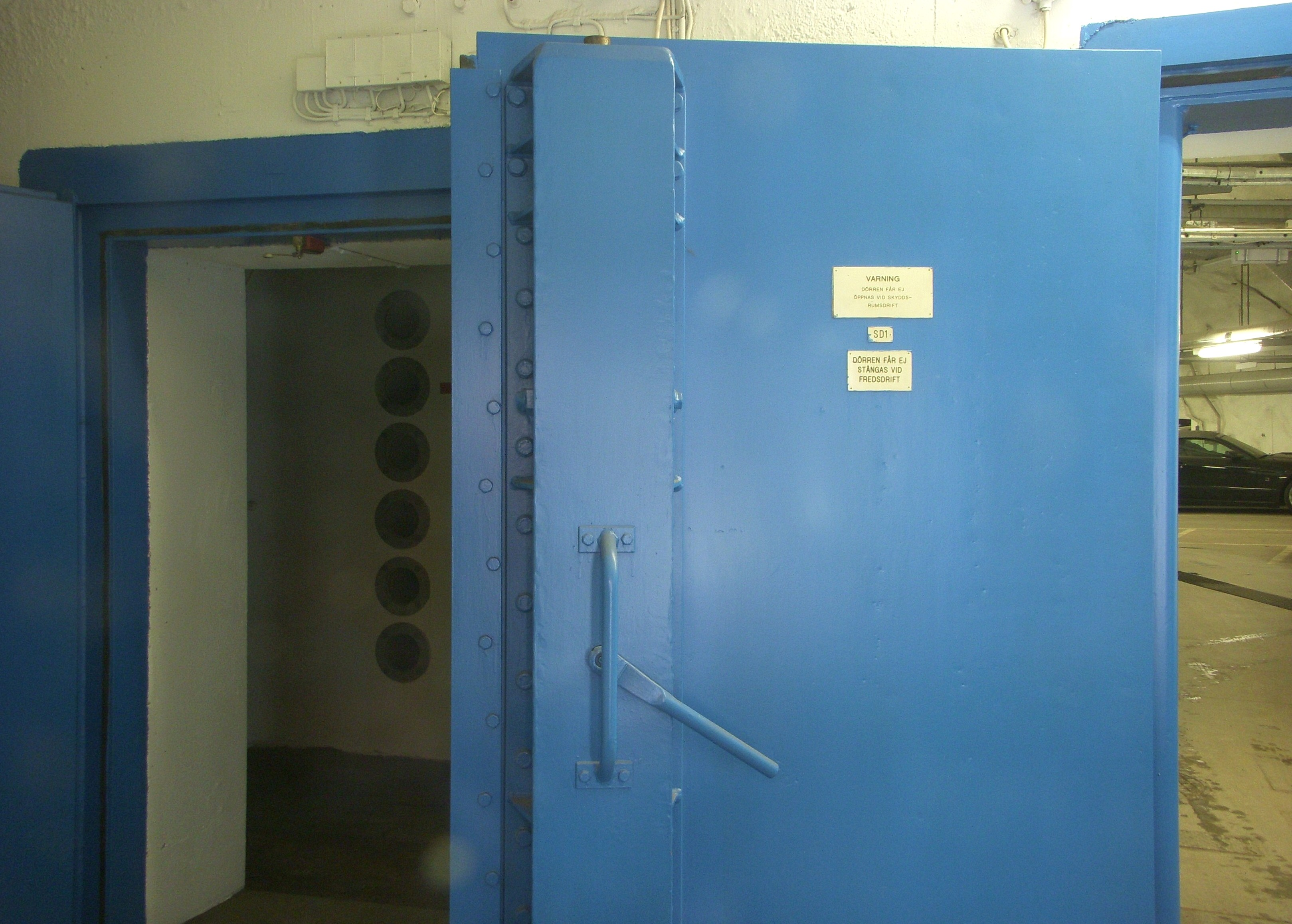
Gassluss och skyddsrumsdörr
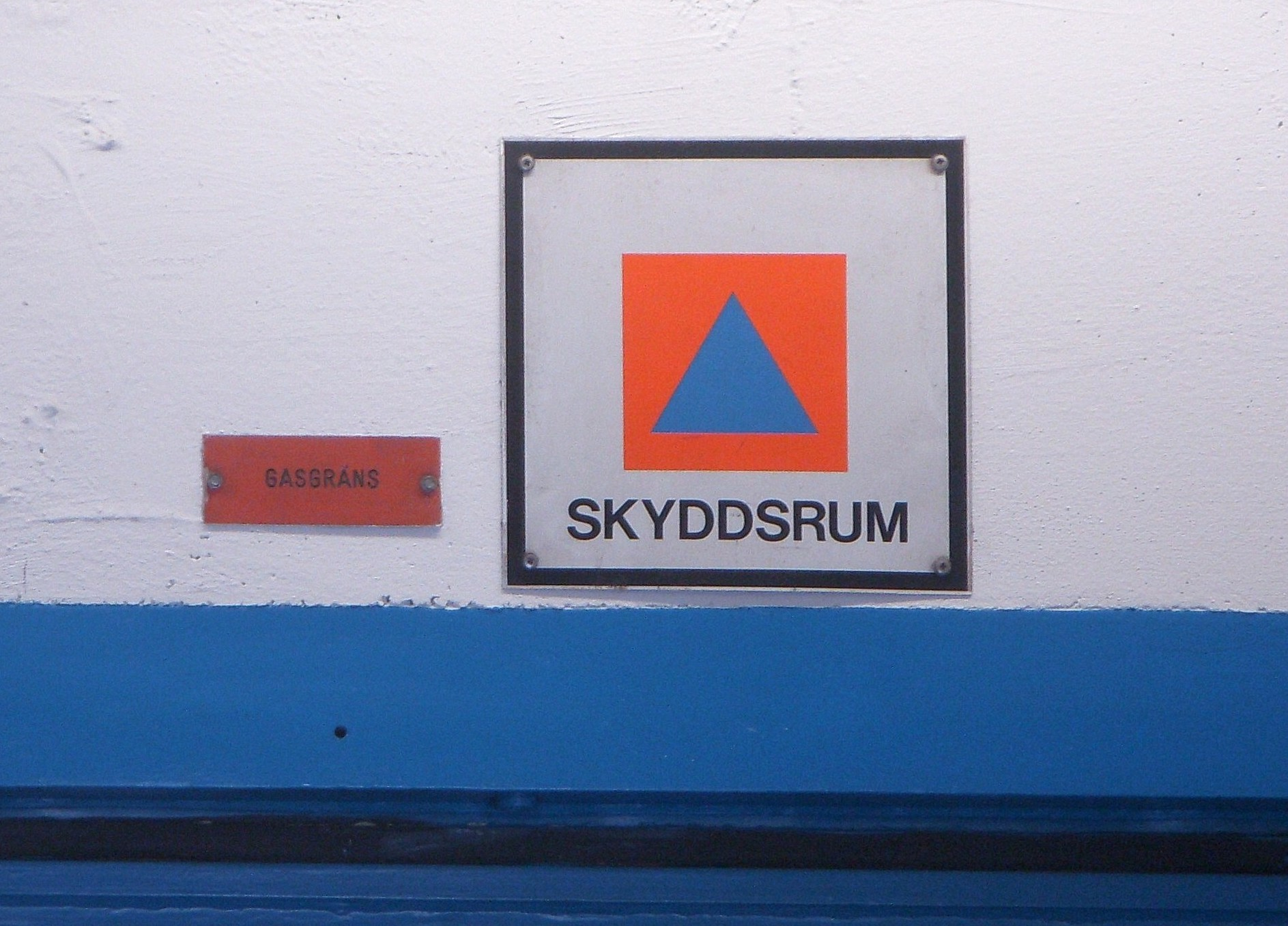
Skyltning
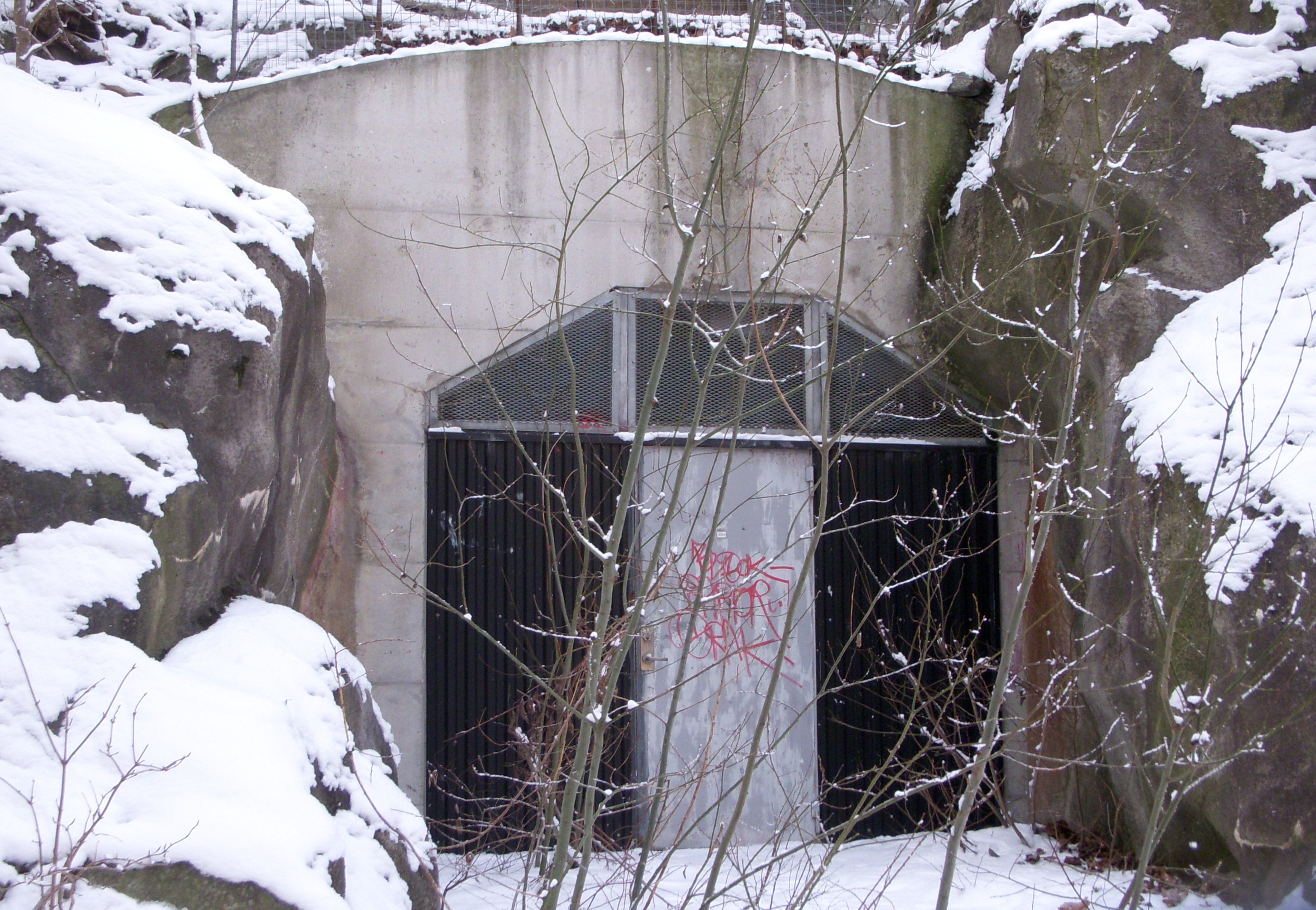
Reservin-/utgång